# Биківнянські могили
Національний історико-меморіальний заповідник «Биківнянські могили» — заповідник національного значення (з 2006), найбільше в Україні місце поховання жертв масових політичних репресій 1937—1941 років. Розташоване у Дніпровському районі Києва, на його північно-східній околиці, за 1,5 км від колишнього селища Биківня поблизу автомагістралі М01 Київ — Бровари. Територія Національного історико-меморіального заповідника «Биківнянські могили» складає майже 239 га та є найбільшим в Україні місцем поховання жертв сталінських репресій.

## Місце поховання страчених і закатованих
Секретна ділянка НКВС УРСР офіційно почала свій відлік діяльності 20 березня 1937 року після рішення Президії Київської міської ради про виділення землі у 19,20 кварталах Биківнянського лісу для спецпотреб  НКВС. Упродовж 1937—1941 років (до окупації німцями Києва) вона була місцем таємного поховання жертв сталінських політичних репресій, розстріляних у київських в'язницях НКВС УРСР. Тіла розстріляних привозили на територію спецділянки вантажними автомобілями ГАЗ-АА, скидали з заздалегідь підготовлені ями, присипали вапном і засипали ґрунтом. Експерти, що досліджували останки жертв, свідчать про те, що більшість із них загинули від пострілу в потилицю або основу черепа. Тіла людей закопували завжди в одязі, разом із речами, документами, дрібними грошима, які були при них.
За попереднім планом площа спецоб’єкту мала становити 4,2 га. Реальна площа цієї ділянки більша. Існують також відомості про поховання жертв масових політичних репресій і поза межами спецоб’єкту
У Биківнянських похованнях знайшли свій останній притулок представники всіх соціальних прошарків українського суспільства — від робітників і селян до інтелектуальної еліти (науковці, письменники, митці, а також колишні урядовці, міністри та депутати Української Народної Республіки). Частка українців, похованих у Биківні, складає понад 49%. Водночас, серед жертв, похованих на спецділянці НКВС у Биківні, є представники понад 30 національностей, в тому числі й особи, яких СРСР офіційно не вважав своїми громадянами. У 1940 році таємна спец ділянка НКВС у Биківнянському лісі стала місцем поховання розстріляних поляків із «катинського списку».
Трагедія Биківні стоїть в одному ряді із такими злочинами як Аушвіц, Бухенвальд, Дахау, Бабин Яр, Катинський розстріл і Сандармох.

## Розслідування
Вперше поховання у Биківнянському лісі були досліджені нацистськими окупантами восени 1941. Могили було розкрито за розпорядженням німецької адміністрації, із залученням місцевих мешканців і представників преси. Інформаційні повідомлення про знайдені закатовані тіла вмістили газети - "Berliner Borsen Zeitung", "Львівські вісті", "Українське слово" та інші.

### Внесок українських шістдесятників у відкриття правди про Биківню
"Першовідкривачами" поховань у Биківнянському лісі стали члени Київського клубу творчої молоді. Саме Лесь Танюк як голова КТМ та інші віднайшли та оприлюднили місця таємних поховань жертв НКВС на Васильківському і Лукянівському кладовищах та Биківні.  На початку 1960-х Лесь Танюк, Алла Горська і Василь Симоненко як члени комісії КТМ, що мала розслідувати злочини «сталінського періоду порушення законності», здійснили візит у Биківнянський ліс, про що збереглися записи у щоденнику режисера. Лесь Танюк зафіксував усе побачене і, зокрема, людські черепи, якими діти грали у футбол. Повторно Лесь Танюк звернувся з листами до членів Політбюро ЦК КПРС і першого секретаря ЦК КПУ П. Шелеста на початку 1970-х років.

### Радянські урядові комісії
Після зайняття Києва радянськими військами всю інформацію було знову засекречено і радянською владою проведено «власні розслідування»: три державні комісії 1944, 1971, 1987 років оголосили про те, що у Биківні поховані жертви фашизму. При цьому в ході діяльності останньої з них було виявлено та знищено багато документів. Лише четверта комісія у липні 1989 року оголосила, що у Биківні поховані жертви сталінських репресій.
Радянська комісія у справі воєнних злочинів 1944 року, вже після відвоювання України від гітлерівців, оголосила Биківнянське поховання місцем поховання в'язнів Дарницького табору військовополонених, в якому гітлерівці стратили 75 тисяч радянських солдатів і офіцерів. Таке рішення комісія ухвалила на тій підставі, що Дарницький концтабір був розташований за 5 км від биківнянського поховання.
Друга урядова комісія 1971 року знову визнала ці поховання могилами жертв гітлерівських окупантів. Тоді ж було перепоховано понад 4 тисяч останків.
Третя урядова комісія 1987 року підтвердила висновки двох попередніх комісій.
У 1988 році Рада міністрів УРСР зобов'язала вивчити питання, пов'язане з Биківнянським похованням. Була створена четверта комісія. У процесі розслідування й наступного перепоховання виявлено особисті речі окремих жертв, завдяки чому вдалося встановити прізвища деяких осіб, заарештованих у 1936—1941 роках. Судово-медична експертиза дала змогу зробити
остаточний висновок, що то були останки жертв сталінських репресій — радянських громадян, страчених НКВС у 1936—1941 роках.
У травні 1988 влада встановила пам'ятник на братській могли у вигляді гранітного куба, на якому було викарбувано, що там «поховано 6329 радянських солдатів, партизанів, підпільників і мирних громадян, знищених фашистськими загарбниками у 1941—1943 рр.».
15 липня 1988-го відбувся перший альтернативний мітинг у Биківні. А наприкінці року московська «Литературная газета» у статті її київського кореспондента Сергія Кисельова подала правдиву версію цих поховань .

### Сучасні дослідження
У 2009 році співробітниками СБУ за документами було встановлено прізвища 14 191 особи. На сьогодні науковцями Національного історико-меморіального заповідника «Биківнянські могили» встановлено імена понад 18 500 осіб, страчених у київських в'язницях похованих у Биківні. Роботи продовжуються і мартиролог постійно поповнюється. За думкою науковців, у Биківнянському лісі може покоїтись від 50 до 100 тис. репресованих комуністичною владою.

## «Биківні» по всій Україні
Станом на 2017 рік встановлено 18 місць захоронення жертв сталінських репресій. Усі вони, як правило, старанно приховувалися радянською владою: бетонувалися, відводилися під будівництва або видавалися за кладовища померлих від тифу чи інших інфекційних хвороб. Зокрема, у Хмельницькому на такому місці збудовано Центральний універмаг, у Вінниці — парк культури і відпочинку, ще є 9-й км Запорізького шосе у Дніпрі та центральне міське кладовище в Сумах.
Окрім обласних центрів, такі ж місця захоронень жертв репресій є чи не у кожному райцентрі, чи поблизу них. Як розповів Голова Київського товариства «Меморіал» Роман Круцик — лише в Івано-Франківській області розкопки проводилися у 126 місцях.
Дослідники стверджують, що поховання є неподалік, або безпосередньо поряд, усіх приміщень, де колись «таборилося» НКВС.

## Створення заповідника
30 квітня 1994 — відкриття Биківнянського меморіального комплексу жертвам комуністичного режиму.
22 травня 2001 року Кабінет Міністрів України під керівництвом Віктора Ющенка ухвалив Постанову "Про створення державного історико-меморіального заповідника «Биківнянські могили».
24 червня 2001 року у рамках свого візиту в Україну Биківню відвідав Папа Римський Іван Павло II.
17 травня 2006 року Президент України Віктор Ющенко підписав Указ про надання Державному історико-меморіальному заповіднику «Биківнянські могили» статусу національного.
21 травня 2006 року на території Державного історико-меморіального заповідника «Биківнянські могили» Президент України Віктор Ющенко, як і в попередні роки, взяв участь у церемонії вшанування пам'яті жертв сталінського режиму.
21 вересня 2012 року на території Національного історико-меморіального заповідника «Биківнянські могили», у присутності президентів Польщі та України, урочисто відкрито Міжнародний меморіал жертвам тоталітаризму 1937—1941 років, який складається з двох частин: українського Меморіалу і польського військового кладовища. Меморіал збудований у 2012 році за проєктом українського архітектора, академіка Лариси Скорик та польських архітекторів Роберта Гловацького та Марека Модерау.

## Меморіал 1995 року
У 1995 році у Биківні був створений Меморіальний комплекс в пам’ять жертв політичних репресій 1930-х років, який є памятнкою національного значення. Автори: скульптор Володимир Чепелик і архітектор Георгій Кислий.
Меморіал складався з семи об'єктів, розосереджених від головного входу до братської могили. На початку доріжки з гравію, яка веде у глибину лісу, ліворуч споруджено "Пам'ятник репресованому" - бронзову скульптуру чоловіка на повний зріст (висота — 3,6 м), встановлену без плінта на ґрунт. Обабіч скульптури розташовані брили з сірого граніту, на одній з яких (праворуч) — лаконічна дата накладними бронзовими цифрами «1937». Скульптор створив психологічно сконцентрований «пам'ятник-стан». Чоловік, одягнений у чоботи, ватник, з речовим мішком в опущених і складених «у замок» руках. Документальна правдивість образу, максимально наближена до життєвої ситуації, є містким символом незчисленних репресованих, особистості яких були штучно уніфіковані, знеособлені, часто морально зламані, перетворені на аморфний натовп. Толерантний психологізм портретної характеристики свідчить про глибоку внутрішню трагедію людини (в широкому значенні — всього українського народу), репресованої за власні переконання, ідеали, а потім і фізично страченої.
Ліворуч від доріжки з гравію, навпроти скульптури встановлено брилу з сірого граніту з написом: «Тут у 19 кварталі Биківнянського лісу поховані жертви політичних репресій». Неподалік від першої брили у лісі (праворуч від доріжки) — брила з сірого граніту без напису, на якій вибито хрест. Далі в лісі (ліворуч від доріжки) — ще одна брила з сірого граніту без напису, на якій також вибито хрест. У глибині лісу за поворотом, праворуч від доріжки — брила з сірого граніту з написом: «Найдорожче у вас — воля, ми оплатили її життям». У глибині лісу (праворуч від доріжки) — брила з червоного граніту з написом: «Ці сосни є свідками страшного злочину. Тут поховано тисячі невинно Убієнних. Поклонись праху їх. Вічна пам'ять».
Траурна доріжка закінчувалась майданчиком, викладеним бетонними плитами, і братською могилою жертв репресій, на якій був встановлений пам'ятний знак: металевий хрест на гранітному постаменті у вигляді куба. На постаменті напис: «Вічна пам'ять».
На початку меморіалу — праворуч і ліворуч від скульптурної постаті репресованого (вздовж траси Київ-Бровари), а також у глибині лісу встановлено 87 стилізованих металевих хрестів.

## Перепоховання жертв комуністичного режиму в Биківнянському лісі
28 жовтня 2006 року з благословення Святійшого Патріарха Київського і всієї Руси-України Філарета, архієпископ Переяслав-Хмельницький Димитрій очолив заупокійну панахиду, приурочену перепохованню останків 817 жертв комуністичного режиму в Биківнянському лісі. Биківнянський ліс став останнім місцем упокоєння для тисяч невинно розстріляних осіб, які були заарештовані радянською спецслужбою НКВС.

## Міжнародний меморіал жертв тоталітаризму 1937—1941 років
«Биківнянські могили», у присутності президентів Польщі та України, урочисто відкрито Міжнародний меморіал жертвам тоталітаризму 1937—1941 років, який складається з двох частин: українського Меморіалу і польського військового цвинтаря. Меморіал збудований у 2012 році за проєктом українського архітектора, академіка Л. Скорик та польських архітекторів Роберта Гловацького та Марека Модерау.

### Український меморіал
створений у 2011-2012 роках за проєктом архітекторки Лариси Скорик. Він складається із кількох елементів: Братської могили із 10 козацькими хрестами, стилізованої під курган; Центрального монументу у вигляді колони з кульовими отворами та братським вогнем; меморіальних стін із прізвищами розстріляних. Складовою Меморіалу  є також рельєфи «Пам’яті школи Михайла Бойчука», «На цвинтарі розстріляних ілюзій», створені скульптором Володимиром Мельниченком. Вони умістили багато сюжетів – вир національно-визвольних змагань, проголошенням УНР, радянські репресії в Україні, доля художників-бойчукістів . У Братські могили орієнтовно перепоховані рештки 10-12 тис. жертв сталінських репресій.

### Польський військовий цвинтар
створений у 2011–2012 роках з ініціативи Ради охорони пам’яті про боротьбу та мучеництво. На цвинтарі поховані рештки 3435 польських громадян з т.зв. «українського Катинського списку», убитих у 1940 році офіцерами НКВС. Це четверте Катинське кладовище після відкритих у 2000 році цвинтарів в Катинському лісі, в Мідному та в Харкові.
На цвинтарі, серед іншого, є вівтар з іменами жертв, Дзвін пам’яті та релігійні символи, що підкреслюють багатоконфесійність II Речі Посполитої: хрести – латинський і православний, зірка Давида та півмісяць.

### Історія
Археологічні та ексгумаційні дослідження в Биківні розпочалися у 1989 році, на хвилі горбачовської політики гласності. Тоді була проведена спеціальна ексгумація, після якої влада СРСР визнала, що в лісі поховані люди, убиті співробітниками НКВС у 1937–1938 роках (раніше стверджувалося, що в Биківні поховані люди, вбиті німцями під час Другої світової війни). У 1990 році під час досліджень були знайдені документи громадян Польщі. Польські ексгумаційні роботи проводились у Биківні у 2001, 2006, 2007 роках, а також у 2011 та 2012 роках. Роботою керував проф. Анджей Кола. У 2007 році було знайдено жетон, який належав сержанту на ім’я Юзеф Наглік. У 2007 році рештки 1488 громадян Польщі були поховані в братській могилі. Після подальших робіт у 2011 році було встановлене ще одне поховання.
Після прихильного жесту прем’єр-міністра України Миколи Азарова щодо створення польського цвинтаря та пам’ятника в Биківні Рада охорони пам’яті боротьби та мучеництва оголосила конкурс на проєкт цвинтаря. Проєкт був створений у студії Марека Модерау. 28 листопада 2011 року Президент Республіки Польща Броніслав Коморовський та Президент України Віктор Янукович заклали акт заснування будівництва Польського військового кладовища в Київській Биківні. Разом із фундаційним актом у Биківні були вкопані в землю урни з землею з Катині, Козельська, Осташкова, Мідного, Старобільська, Харкова та Варшави. Урочисте відкриття та освячення кладовища відбулося 21 вересня 2012 року. У церемонії взяли участь, серед інших: Президент Республіки Польща Броніслав Коморовський, Президент України Віктор Янукович, керівник Канцелярії Президента Яцек Міхаловський, міністри: Богдан Здроєвський, Томаш Семоняк, Яромир Соколовський, Славомір Рибіцкі, Ірена Войціцка, голова Бюро національної безпеки Станіслав Козей, польовий єпископ Війська Польського Юзеф Ґуздек та родичі загиблих, представники Федерації сімей Катині, які приїхали в Україну спецпоїздом. Польське військове кладовище в Київській Биківні називають четвертим Катинським цвинтарем.
При вході до польської частини меморіалу у Биківні на тротуарі з’являється напис «Польський військовий цвинтар», а на стовпчиках двома мовами «Пам’яті громадян Республіки Польща, жертв Катинського масового розстрілу заарештованих після 17 вересня 1939 р. радянським НКВС і вбитих за рішенням вищих органів влади СРСР від 5 березня 1940 р.». На могилі є напис: «Тут спочивають громадяни Республіки Польща, які згідно з рішенням вищих органів влади СРСР від 5 березня 1940 року були розстріляні у внутрішній тюрмі НКВС у Києві. Рештки загиблих були виявлені під час археологічних робіт у 2001, 2006-2007, 2011-2012 роках».
25 січня 2017 року невідомі вандали осквернили та спустошили  українську та польську частини некрополя, розмістивши на пам’ятниках образливі антипольські та антиукраїнські написи.

## Відомі особистості знищені радянським тоталітаризмом
- Бандера Андрій Михайлович — священник УГКЦ, батько Степана Бандери.
- Іванів Михайло Онуфрійович — військовий та політичний діяч, генерал-майор царської армії, генерал-хорунжий Армії УНР.
- Дудруківський Володимир – український громадський діяч, літературознавець, мовознавець, педагог, директор Першої української гімназії імені Т. Г. Шевченка у Києві.
- Крижанівський Федір – український політичний діяч, кооператор, один із засновників Української Центральної Ради
- Семенко Михайль - поет, теоретик і основоположник українського футуризму.
- Йогансен Майк - поет, літературний критик, лінгвіст, перекладач.
- Івасюк Микола - художник.
- Гагенмейстер Володимир  – український живописець, графік, ілюстратор, педагог, мистецтвознавець та видавець.
- Бойчук Михайло - художник, педагог, засновник "бойчукізму".
- Верховинець Василь - композитор, диригент, хореограф, теоретик народного танцю.
- Певний Олександр Герасимович - актор і співак.
- Мовчанівський Феодосій Миколайович - археолог.
- Певний Микола Герасимович - актор.
- Ручко Гнат - мікробіолог, член-кореспондент ВУАН, директор Інституту
- Черкаський Теофан  - політичний діяч, міністр преси і пропаганди УНР в уряді І. Мазепи.
- Черняхівська Вероніка – українська поетка, перекладачка, онучка драматурга Михайла Старицького.
- Водяний Яків - політичний, військовий і громадський діяч, драматург, підприємець, повстанський отаман, розвідник.
- Каргальський Сергій  – український актор і організатор театральної справи; у різні роки – директор Харківської і Одеської опери, художній керівник Київського театру музичної комедії.
- Шагайда Степан – український актор театру і кіно.
- Пучківський Олександр  – український оториноларинголог, доктор медичних наук, професор, розробник української медичної термінології.
- представники розстріляного відродження.

## Заповідник на сучасному етапі розвитку
Місією Заповідника стало збереження і вшанування пам’яті про жертв політичного терору й перетворення цієї пам’яті на чинник формування колективної національної ідентичності громадян та дієвий запобіжник виникненню у суспільстві антигуманістичних тенденцій.
Упродовж 2015-2022 рр. була підготовлена низка фотодокументальних виставок, які не лише розповідали про функціонування таємної спецділянки НКВС УРСР у Биківнянському лісі, й причини масових політичних репресій, а й через особисті історії показували втрати, яких зазнали українці у тій чи іншій соціально-професійній групі. Виставки експонувалися як на території Заповідника, так і в інших закладах культури. З електронним каталогом виставкових проектів Заповідника можна ознайомитися тут: https://bykivnia.org.ua/strong-kataloh-vystavok-nimz-bykivnianski-mohyly-za-2015-2022-roky-strong/
Також були започатковані проєкти: «Сторінками Биківнянського мартиролога», «Биківнянська трагедія: імена з безіменних могил», «Відлуння Биківні», «Портрети Биківні», «Биківнянський злочин: пошук правди, пам'ять».
Заповідник організовує культурно-просвітницькі та мистецькі заходи, має лекторій, який діє на безоплатній основі.
Науковці установи організували і провели низку наукових конференцій: у 2013 році -  Всеукраїнську наукову конференцію “Биківня в системі політичних репресій УРСР у 1937-1941 роках: дослідницькі рефлексії та інтерпретації” , у 2016  році - Науково-практичну конференцію «Биківнянська трагедія в контексті злочинів тоталітарного режиму» (спільно з УІНП, КНУ імені Тараса Шевченка), у 2021 році - Міжнародну наукову конференцію «Биківня – від території смерті до місця пам’яті» (до 20-річчя заснування Національного історико-меморіального заповідника «Биківнянські могили»), спільно з УІНП, Інститутом історії України НАН України.
Відео- та аудіопродукція розміщаються на сторінці Заповідника в Ютубі: https://www.youtube.com/@user-ld7rm1zo9j
Окрім цього, відповідно до Указу Президента України щороку у третю неділю травня на Міжнародному меморіалі жертв тоталітаризму 1937 – 1941 років НІМЗ «Биківнянські могили» відбуваються загальнодержавні заходи з вшанування Дня пам’яті жертв політичних репресій.

## Національне військове меморіальне кладовище
31 травня 2022 року Верховна Рада України ухвалила закон, яким передбачається створення Національного військового меморіального кладовища. Відповідно із законом, кладовище буде розміщене на спеціально відведеній земельній ділянці архітектурний комплекс, що включатиме саме власне військове кладовище, музейний комплекс, ритуальну будівлю та інші необхідні споруди для організації почесних поховань. Також передбачається, що увічнення пам'яті полеглих, хто вже був похований на інших цвинтарях, здійснюватиметься у музейному комплексі «Національного військового меморіального кладовища». Восени 2022 року при Міністерстві у справах ветеранів України заснована окрема установа — «Національне військове меморіальне кладовище», яка опікуватиметься його створенням, а після —  забезпечуватиме належне функціонування простору.
У квітні 2023 року в КМДА створена робоча група з представників Кабінету Міністрів України, міністерств та Київської міської державної адміністрації, яка має на меті напрацювати можливі варіанти транспортного сполучення з меморіальним військовим кладовищем у Биківні. Зокрема, розглядається організація автобусного маршруту, продовження будівництва метрополітену та трамвайної лінії у зазначеному напрямку.
У грудні 2023 року Верховна Рада ухвалила закон щодо забезпечення створення та експлуатації Національного військового меморіального кладовища і затвердила його ймовірне розташування в селі Гатному Фастівського району Київської області .

## Галерея

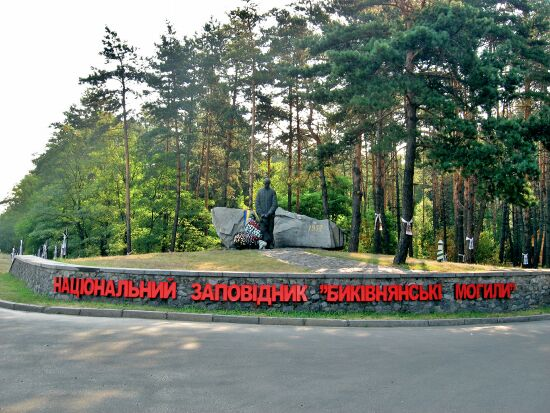
Вхід до заповіднику
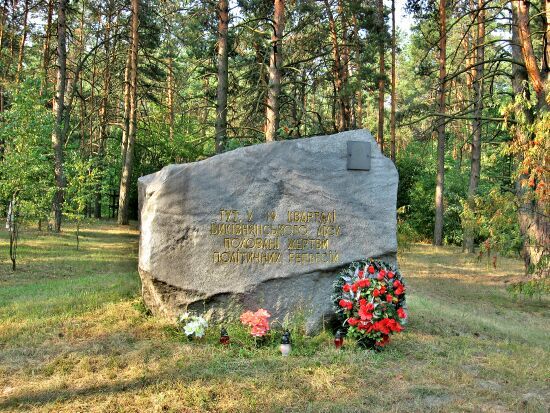
Пам'ятний знак про жертви політичних репресій
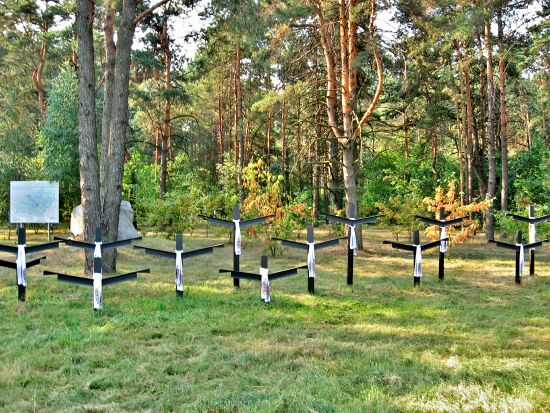
Українські рушники на хрестах
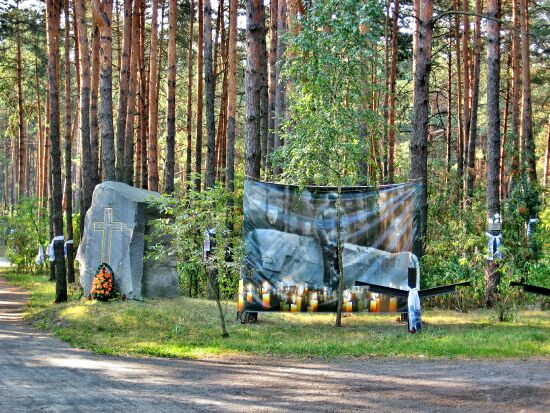
Пам'ятні знаки
Щорічне вшанування жертв репресій небайдужими людьми

## У кінематографі
- Заборонений - Биківня згадується Аллою Горською у розмові з батьком.